# Rezerwat przyrody Jadwisin
Rezerwat przyrody Jadwisin – leśny rezerwat przyrody położony w gminie Serock w województwie mazowieckim. Leży na granicy Wysoczyzny Ciechanowskiej i doliny Narwi.
Został utworzony na mocy Zarządzenia Ministra Ochrony Środowiska, Zasobów Naturalnych i Leśnictwa z dnia 14 czerwca 1996 r. Zajmuje powierzchnię 93,39 ha. Wokół rezerwatu wyznaczono otulinę o powierzchni 52,50 ha.
Przedmiotem ochrony jest fragment kompleksu leśnego położonego na skarpie doliny Narwi w pobliżu Serocka. Stanowi on pozostałość dawnej Puszczy Serockiej. Występują tu bogate siedliska grądów i lasów mieszanych, porośnięte drzewostanem mieszanym z dużą ilością pomnikowych dębów szypułkowych i sosen pospolitych.
Na terenie rezerwatu dopuszczalne jest poruszanie się piechotą po wyznaczonym szlaku, a także pojazdami po wyznaczonej drodze.
Na terenie rezerwatu znajduje się XIX-wieczny pałac neorenesansowy, należący w przeszłości do Radziwiłłów.